# Watcher (film)
Watcher è un film del 2022 diretto da Chloe Okuno.

## Trama
L'americana Julia si trasferisce a Bucarest con suo marito, Francis, che accetta lì un lavoro di marketing. Francis, la cui madre è rumena, parla la lingua, ma Julia no. La coppia si trasferisce in un condominio con una grande vetrata nella stanza da letto. Julia nota immediatamente un uomo che la fissa da una finestra dell'edificio dall'altra parte della strada. Mentre Francis lavora per molte ore, Julia cerca di familiarizzare con la città e con difficoltà inizia a imparare il rumeno sentendosi sempre a disagio con la lingua che non conosce. Inoltre, è innervosita dall'uomo alla finestra di fronte, che la osserva quotidianamente.
La paura di Julia aumenta quando viene a sapere di un serial killer, soprannominato "Il Ragno", che uccide e decapita giovani donne. Un giorno, mentre cammina per la città, Julia avverte che un uomo la sta seguendo. Entra in un cinema nel tentativo di sfuggirgli, ma l'uomo la segue all'interno e si siede direttamente dietro di lei. In preda al panico, Julia esce dal cinema e si dirige verso un supermercato vicino, dove l'uomo la segue. Riesce a sfuggirgli solo attraverso un'uscita sul retro. Quella notte, Francis trova Julia sconvolta dall'accaduto e, su suo suggerimento, tornano insieme al market per rivedere il filmato delle telecamere di sicurezza. Trovano effettivamente alcune riprese dell'uomo e di Julia nel negozio, ma Francis non è convinto che lui la stesse pedinando.
Julia trova conforto nella sua vicina, la spogliarellista Irina, l'unica del condominio che parla inglese. Mentre bevono insieme Irina mostra a Julia una pistola che le ha dato il suo fidanzato, Cristian, che tiene per protezione nel cassetto del suo tavolino in salotto. Più tardi quella notte, Julia torna al suo appartamento e affronta l'uomo alla finestra ricambiando il suo sguardo. Lei gli fa un cenno e lui risponde. Convinta che l'uomo alla finestra sia lo stesso che l'ha seguita, Julia chiama la polizia. Francis accompagna un ufficiale nell'edificio adiacente per parlare con l'uomo, che scoprono chiamarsi Daniel Weber.
Un giorno, Julia segue Daniel attraverso la città, finendo infine in uno strip club, dove lui lavora come inserviente. Irina, ballerina del club, vede Julia e la prende da parte. Julia interroga Irina su Daniel, ma lei dice di non sapere nulla su di lui. Più tardi quella notte, Julia sente un trambusto nell'appartamento di Irina e bussa ripetutamente alla sua porta, senza ottenere risposta. La padrona di casa usando un passpartout mostra a Julia che non c'è traccia di Irina e che il trambusto era causato da un gatto che si era infilato nell'appartamento. Francis diventa impaziente con Julia e le rinfaccia che le sue paure sono immaginarie anche alla luce del fatto che "Il Ragno" non è più un pericolo in quanto sui giornali c'è la notizia del suo arresto.
Il giorno successivo, Cristian arriva alla ricerca di Irina, dato che non ha più avuto sue notizie. Julia gli dice che Irina non è mai tornata a casa e gli chiede di accompagnarla nell'edificio di fronte per affrontare Daniel. Cristian è d'accordo e bussa più volte alla sua porta, ma nessuno risponde. Quando Cristian se ne va, Julia trova il coraggio di bussare alla porta, ma ad aprirle è un uomo anziano. Più tardi quella notte, mentre Francis è a casa, un agente di polizia arriva al loro appartamento accompagnato proprio da Daniel che accusa Julia di perseguitarlo al punto da bussare violentemente alla sua porta spaventando il vecchio padre. Dopo brevi chiarimenti, l'ufficiale imputa l'incidente a un malinteso e fa stringere le mani a Julia e Daniel come segno di pace.
Julia accompagna Francis a una festa aziendale. Durante una conversazione in rumeno, Julia scopre che Francis fa delle battute sui suoi timori con i colleghi, allora lascia con rabbia la festa e sale sulla metropolitana, dove nota Daniel seduto nella sua stessa carrozza quasi vuota. L'uomo si avvicina a lei e cerca di spiegare le ragioni del suo voyeurismo nei suoi confronti (dato che vive una vita isolata e poco eccitante prendendosi cura del padre anziano). Julia è colpita da questa confessione che sembra sincera ma poi nota quello che sembra essere il profilo di una testa mozzata nella sua borsa della spesa. Impaurita scende rapidamente dalla metropolitana e torna a casa dove inizia a fare le valigie per andarsene ma viene interrotta dal suono di una musica che proviene dall'appartamento di Irina. La porta è stranamente accostata e quando Julia entra trova il cadavere senza testa di Irina. Un istante dopo  Daniel la aggredisce alle spalle tentando di soffocarla con un sacchetto di plastica.
Quando Julia riprende conoscenza, Daniel le racconta di aver ucciso Irina e di non essere stato scoperto solo per pochi attimi, infatti quando Julia e la padrona di casa erano entrate nell'appartamento lui era ancora lì nascosto con il cadavere in un armadio. A un tratto Julia sente Francis entrare nel loro appartamento accanto, ma quando tenta di urlare, Daniel le taglia la gola. Julia tenta di strisciare verso il tavolino di Irina per recuperare la pistola ma si accascia senza forze senza riuscire ad aprire il cassetto. Daniel per un po' si mette disteso accanto a lei e la osserva morire. A quel punto si accorge che una bambina dal palazzo di fronte ha assistito alla scena. L'assassino si prepara ad uscire dalla scena del crimine. Francis, preoccupato dall'assenza di Julia e dalle valigie sul letto la chiama al cellulare e lo sente squillare nell'appartamento accanto. Va nel corridoio e vede Daniel uscire con calma. Francis lo guarda perplesso, è interdetto, fa qualche passo indeciso e l'assassino sta quasi per andare via, ma in quell'attimo due colpi di pistola provenienti dall'appartamento di Irina uccidono Daniel. Julia che ha sfruttato la sua esperienza da attrice per sopravvivere esce dalla porta, è coperta di sangue e fissa Francis.

## Produzione
Nel marzo 2021, è stato annunciato che Maika Monroe, Karl Glusman e Burn Gorman avrebbero recitato in un film intitolato "Watcher" per Image Nation Abu Dhabi e Spooky Pictures.
Le riprese principali sono iniziate l'8 marzo 2021 e si sono concluse il 16 aprile 2021 a Bucarest, in Romania. La realizzazione del film ha richiesto circa sei settimane in totale.

## Accoglienza
Sul sito di recensioni cinematografiche Rotten Tomatoes il film ha ottenuto l'88% di opinioni positive sulla base di 123 recensioni dei critici. Il consenso del sito web recita: "Anche se la storia può non avere sorprese, "Watcher" beneficia della presa agghiacciante della regista Chloe Okuno sul materiale e del fantastico lavoro di Maika Monroe nel ruolo principale".

## Distribuzione
Il film è stato presentato in anteprima al Sundance Film Festival 2022 il 22 gennaio 2022 ed è stato distribuito il 3 giugno 2022 da IFC Midnight e Shudder negli Stati Uniti e altrove da Focus Features e Universal Pictures. In Italia è stato distribuito il 7 settembre 2022.